# Aeroporto Gobernador Edgardo Castello
O Aeroporto Internacional Gobernador Edgardo Castello (em castelhano:  Aeropuerto Gobernador Edgardo Castello) (IATA: VDM, ICAO: SAVV) é o aeroporto que serve a cidade de Viedma, província de Rio Negro,no extremo sul da Argentina. Está localizado a 7 km do centro da cidade.
Possui um terminal com  930m² de superfície, 182,000m² de pistas de pouso, 31,500m² de pistas de taxi e estacionamento para 280 carros.

## Companhias Aéreas e Destinos

### Terminal A
| Companhias            | Destinos                                                                                         |
| --------------------- | ------------------------------------------------------------------------------------------------ |
| Aerolíneas Argentinas | Bariloche, Buenos Aires, Santa Rosa                                                              |
| LADE                  | Bahía Blanca, Buenos Aires, Comodoro Rivadavia, Córdoba, Mar del Plata, Necochea, Paraná, Trelew |